# Ту-89
Ту-89 — фронтовой разведчик, был разработан в КБ Туполева на базе бомбардировщика Ту-14Т. В июле 1950 г. вышел первый, а затем второй серийные самолеты Ту-14. Первый переделывают в торпедоносец Ту-81Т, а второй — в опытный фоторазведчик Ту-89. Планер был идентичен серийному бомбардировщику Ту-14, отличие заключалось в негерметичном среднем отсеке, где в нижней части вместо тормозного щитка установили фотолюки.На самолете была предусмотрена установка одного из трех типов фотоаппаратов. АФА-33/75, АФА-БА/40, НАФА-Зс/50 для планового и перспективного фотографирования.
Для ведения дневной разведки в среднем отсеке фюзеляжа были установлены две качающиеся аэрофотоустановки,  за средним отсеком размещался перспективный фотоаппарат, а в грузоотсеке плановый фотоаппарат.  Все фотоаппараты были помещены в специальные контейнеры, имеющие снизу защитное стекло, которое обдувалось теплым воздухом для предупреждения обледенения и запотевания. Все люки под фотоустановками закрывались створками. Электрообогрев в контейнерах  позволял автоматически поддерживать температуру вокруг фотоаппаратов не ниже -5⁰C
Для проведения ночной разведки в грузоотсеке вместо фотоаппарата и дополнительных баков подвешивались на кассетных держателях шестнадцать осветительных бомб. Радиолокатор кроме навигационных выполнял и разведывательные действия. Параллельно с аппаратной разведкой летчик и штурман наговаривали на магнитофон свои визуальные наблюдения.
Первый полёт самолёта состоялся 23 марта 1951 года. После некоторых доработок и 89-й был готов к серийному производству, но к этому моменту решилась судьба базового Ту-14, кроме того, ОКБ Ильюшина подготовило на базе Ил-28 разведчик Ил-28Р, который был близок к основному массовому Ил-28. Поэтому ВВС сделало ставку именно на него, а текущая машина к серийному производству принята не была.

## Тактико-технические характеристики
| Описание                          | Значение    |
| --------------------------------- | ----------- |
| Модификация                       | Ту-89       |
| Размах крыла (м)                  | 21,71       |
| Длина, (м)                        | 21,95       |
| Высота, (м)                       | 5,69        |
| Площадь крыла, м²                 | 67,38       |
| Масса пустого самолета, (кг)      | 15165       |
| Масса нормальная взлетная, (кг)   | 20000       |
| Масса максимальная взлетная, (кг) | 26900       |
| Тип двигателя                     | 2 хТРД ВК-1 |
| Тяга (кгс)                        | 2 × 2700    |
| Максимальная скорость у земли     | 800         |
| Максимальная скорость на высоте   | 867         |
| Перегоночная дальность (км)       | 3803        |
| Практическая дальность (км)       | 1697        |
| Практический потолок (м)          | 11900       |
| Экипаж (чел)                      | 3           |